# Der Buchladen der Florence Green
Der Buchladen der Florence Green (Originaltitel: The Bookshop, auf spanisch La Librería) ist ein Filmdrama der spanischen Regisseurin Isabel Coixet aus dem Jahr 2017. Grundlage war der Roman Die Buchhandlung (Originaltitel: The Bookshop) von Penelope Fitzgerald aus dem Jahr 1978.
Der Film gewann drei Goya-Filmpreise sowie den Preis für die beste internationale Buchverfilmung auf der Frankfurter Buchmesse. Am 10. November 2017 erschien der gleichnamige Soundtrack von Alfonso Vilallonga.

## Inhalt
Im Jahr 1959 eröffnet die verwitwete Mittdreißigerin Florence Green in dem Dorf Hardborough an der Küste von Suffolk eine Buchhandlung im historischen „Old House“, das seit Jahren leersteht. Niemand macht ihr große Hoffnungen: Der einzige im Dorf, der Bücher liest, ist der verschrobene Edmund Brundish, der jede Gesellschaft meidet und sein Haus nicht verlässt.
Widerstand bekommt Florence vor allem von der einflussreichen Violet Gamart, Ehefrau eines Generals. Violet möchte im „Old House“ ein regionales Kunst- und Kulturzentrum einrichten und setzt alles daran, Florences Buchladen-Projekt zu verhindern. Florence lernt auch den aufdringlichen Milo North kennen, Mitarbeiter der BBC und Unterstützer von Violet.
Doch bald wird „The Old House Bookshop“ eröffnet und läuft zunächst erfolgreich.
Florence sucht nach einer Assistentin und stellt zögernd die junge Schülerin Christine Gipping ein, mit der sie sich schon bald gut anfreundet. Briefliche Buchbestellungen von Edmund Brundish treffen ein. Die beiden finden sich als Seelenverwandte, schließlich wird Florence von ihm sogar zum Tee eingeladen. Sie hat Brundish für die Science-Fiction von Schriftsteller Ray Bradbury begeistern können, nämlich durch den Roman Fahrenheit 451.
Milo North gibt Florence das umstrittene Buch Lolita zur Ansicht. Ein Teil von Violets Feldzug: Der zu erwartende Trubel darüber soll den Ruf des Buchladens schädigen. Florence liest das Buch, ist jedoch unsicher, ob sie es wirklich anbieten will, und bittet Brundish um seine ehrliche Meinung. Er findet das Buch gut, und sie bestellt einen größeren Posten davon.
„Lolita“ im Schaufenster verursacht tatsächlich Aufruhr, worauf Violet Klage einreicht: der Rummel um das Buch belästige sie. Sie fordert, den Verkauf des Buchs unverzüglich einzustellen, kann sich aber nicht durchsetzen.
Wohl nicht ganz zufällig erscheint überraschend ein Schulinspektor in Christine Gippings Schule und überprüft, ob Schulkinder in ihrer Freizeit arbeiten. So wird ihre Tätigkeit im Buchladen „entdeckt“ – sie war damit die einzige Schülerin der Klasse – und muss sie zu ihrem Leidwesen einstellen. Als „Ersatz“ lässt sich Milo North, dessen ölige Art Florence nicht ausstehen kann, öfter im Buchladen sehen und lässt sich auf Probe anstellen.
Violets Neffe bringt ein Gesetz durchs Parlament, das örtlichen Behörden in bestimmten Fällen den Zugriff auf Gebäude von historischer Bedeutung ermöglicht. Zudem hat ein Gebäudeinspektor, den Milo ohne Florence’ Wissen eingelassen hat, das Haus als unbewohnbar eingestuft, so dass Florence auch keine Entschädigung zusteht. In dieser verzweifelten Situation verspricht Brundish, mittlerweile gut mit Florence befreundet, mit Violet zu reden. Er hat keinen Erfolg und stirbt auf dem Rückweg überraschend an einem Herzanfall.
Florence, ohne Freunde und am Ende ihrer Mittel, sieht sich gezwungen, den Laden aufzugeben und das Haus weit unter Wert zu verkaufen. Bei ihrer Abreise sieht sie von der Fähre aus Christine Gipping am Steg stehen, die das Buch A High Wind in Jamaica in den Händen hält, das Florence ihr empfohlen hatte. Dann sieht sie in der Stadt einen Brand: Christine hat das „Old House“ mit dem Petroleumofen in Brand gesetzt.
Am Ende entpuppt sich die mittlerweile erwachsene Christine Gipping als Erzählerin der gesamten Geschichte. Sie hat selbst einen Buchladen eröffnet und führt Florence’ Erbe damit weiter.

## Drehorte
Die Filmaufnahmen fanden in Portaferry, Strangford (County Down) und Barcelona im August und September 2016 statt.

## Synchronisation
Die deutschsprachige Synchronisation entstand durch die RRP Media in Berlin nach einem Dialogbuch von Matthias Müntefering unter der Dialogregie von Torsten Sense.
| Rolle             | Darsteller              | Synchronsprecher       |
| ----------------- | ----------------------- | ---------------------- |
| Florence Green    | Emily Mortimer          | Anna Grisebach         |
| Edmund Brundish   | Bill Nighy              | Frank Glaubrecht       |
| Violet Gamart     | Patricia Clarkson       | Gertie Honeck          |
| Christine Gipping | Honor Kneafsey          | Naomi Hadad            |
| Mrs. Gipping      | Lucy Tillett            | Dana Friedrich         |
| Milo North        | James Lance             | Frank Röth             |
| Wally             | Harvey Bennett          | Lukas Müntefering      |
| Mr. Raven         | Michael Fitzgerald      | Axel Lutter            |
| Mr. Thornton      | Jorge Suquet            | Karlo Hackenberger     |
| Mr. Keble         | Hunter Tremayne         | Hans Hohlbein          |
| Jessie Welford    | Frances Barber          | Heidi Weigelt          |
| Kattie            | Charlotte Vega          | Jessica Walther-Gabory |
| Erzählerin        | Julie Christie (Stimme) | Karin Buchholz         |

## Buch und Film
2017 gewann Der Buchladen der Florence Green den Preis für die international beste Buchverfilmung auf der Frankfurter Buchmesse. Kritiker sprachen sogar davon, dass der Film zu nah am Buch gewesen sei.
Beide Medien haben eines gemeinsam: Es gelingt ihnen, mit einer ruhigen Erzählung eine trotzdem beklemmende Situation zu erschaffen. Als ein wesentlicher Unterschied fällt auf, dass der Film versucht, einige Lücken zu füllen, die das Buch gelassen hat.
Bill Nighy erklärte in einem Interview, dass Isabel Coixet vor allem auf die Beziehung zwischen Edmund Brundish und Florence Green Einfluss genommen habe. Die Regisseurin lässt diese als eine viel intensivere und reichere Begegnung erscheinen, als es die Buchautorin getan hatte, und macht dadurch genauer verständlich, was die beiden im Grunde verbindet. Im Buch findet sich die Formulierung, dass „Einsamkeit und Einsamkeit“ einander begegnet seien, doch die kurzen Briefwechsel sowie ein Treffen geben kaum Aufschluss darüber, warum Edmund Brundish und Florence Green eine gewisse Liebe füreinander empfinden. Dagegen gelingt es dem Film durch die Ergänzung von Dialogen, Szenen und symbolischen Bildern, der Geschichte dieser beiden Menschen mehr Tiefe zu verleihen und so den Eindruck zu verstärken, dass hier zwei „Weg-Gefährten“ aufeinander getroffen sind.
Eine weitere Akzentverschiebung besteht darin, dass sich das Buch vor allem mit der Unterdrückung einer Träumerin und dem Ausnutzen von Macht beschäftigt, während der Film als die eigentliche größte Liebesgeschichte die Liebe zum Buchladen und zur Literatur in den Mittelpunkt stellt.

## Auszeichnungen
Das Drehbuch gewann den Preis für die beste internationale Buchverfilmung auf der Frankfurter Buchmesse im Jahr 2017.
Im selben Jahr wurde der Film für 12 Goya Awards nominiert. Am 3. Februar 2018 gewann er davon drei, nämlich in den Kategorien bester Film, bestes adaptiertes Drehbuch und beste Regie.
Am 28. Dezember 2017 bekam Der Buchladen der Florence Green 12 Nominierungen für die Gaudí Awards und gewann genau einen Monat später in den Kategorien bester Soundtrack und bestes Szenenbild.
Am 13. März 2018 wurde er in vier Kategorien des Platino Awards nominiert, gewann jedoch keinen.